# Çataltepe, Kırıkhan
Çataltepe là một xã thuộc huyện Kırıkhan, tỉnh Hatay, Thổ Nhĩ Kỳ. Dân số thời điểm năm 2011 là 280 người.